# Lepanthes inaequisepala
Lepanthes inaequisepala är en orkidéart som beskrevs av Carlyle August Luer och J.J.Portilla. Lepanthes inaequisepala ingår i släktet Lepanthes och familjen orkidéer.
Artens utbredningsområde är Ecuador. Inga underarter finns listade i Catalogue of Life.